# Pristiphora viridana
Pristiphora viridana är en stekelart som beskrevs av Friedrich Wilhelm Konow 1902. Pristiphora viridana ingår i släktet Pristiphora, och familjen bladsteklar. Arten är reproducerande i Sverige.